# Slack (Software)
Slack ist ein webbasierter Instant-Messaging-Dienst des US-amerikanischen Unternehmens Slack Technologies zur Kommunikation innerhalb von Arbeitsgruppen (Groupware). Slack Technologies wurde 2009 im kanadischen Vancouver gegründet. Der Firmensitz wurde später ins Ausland nach San Francisco verlegt.
Mit Slack können Nachrichten ausgetauscht werden, und das Chatten mit Einzelpersonen oder in einer Gruppe wird ermöglicht. Direkt innerhalb von Slack ist eine gemeinsame Dokumentenbearbeitung (nativ) nicht möglich; die gemeinsame Bearbeitung funktioniert jedoch über die Einbindung von Diensten wie Dropbox, Google Drive oder GitHub.
Zusätzlich zur Webanwendung gibt es Clients für die Betriebssysteme Windows, macOS, Linux, Android und iOS.

## Entwicklung und Vermarktung
Slack ist in einer Version mit begrenzten Funktionen kostenlos nutzbar und darüber hinaus über ein monatliches Entgelt je Benutzer. Nach Unternehmensangaben nutzten 2014 täglich 750.000 Arbeitsgruppen Slack. Anfang 2016 waren es bereits 2,3 Millionen Nutzer, davon 675.000 zahlende Kunden. 2019 verzeichnete das Unternehmen täglich mehr als zehn Millionen aktive Nutzer. Für Non-Profit-Organisationen existieren ermäßigte und zum Teil kostenlose Preismodelle.
Zu den Gründern von Slack gehört Stewart Butterfield, der auch den Bilderdienst Flickr ins Leben rief.
Der Name „Slack“ ist ein Backronym; es bedeutet „Searchable Log of All Conversation and Knowledge“.

„Slack“ bedeutet in der Projektverwaltung Pufferzeit, Zeitreserve.
In den Jahren 2014 und 2015 wurden mehrere hundert Millionen US-Dollar in Slack investiert. Daraus erwuchsen Schätzungen für den Wert von Slack von über zwei Milliarden Dollar. Anfang 2016 wollte Microsoft-Vorstandsmitglied Qi Lu Medienberichten zufolge Slack für acht Milliarden Dollar übernehmen. Die Übernahme wurde aber von Microsoft-CEO Satya Nadella und Microsoft-Aufsichtsratsvorsitzenden („chairman of the board“) Bill Gates gestoppt. Microsoft veröffentlichte im Oktober 2016 seine konkurrierende Plattform Microsoft Teams, die ähnliche Funktionen bietet. Im Dezember 2016 wurde offiziell bekannt, dass Slack mit Google Cloud eine strategische Zusammenarbeit eingeht. Diese bezieht sich auf gemeinsam entwickelte Software-Funktionalitäten und eine tiefere Integration in verschiedene Google-Dienste, zum Beispiel einen Google-Drive-Bot, der Kommentare und Anfragen für den Zugang zu Drive-Dokumenten auf Slack postet. 2019 wurde bekannt, dass Slack die Direktplatzierung von Aktien an der New Yorker Börse vorbereitet. Laut Bloomberg liege der Firmenwert nach der Finanzierungsrunde im August 2018 bei über sieben Milliarden Dollar. Nach 40 Millionen Dollar Verlust im Jahr 2017 schrieb Slack 2018 einen Verlust von knapp 139 Millionen Dollar. Der Börsengang erfolgte am 20. Juni 2019 unter dem Kürzel „WORK“.
Am 11. Februar 2020 wurde bekannt, dass das amerikanische IT-Unternehmen IBM Slack für alle seine über 300.000 Mitarbeiter einführen möchte. Kurz danach wurde ebenfalls bekannt, dass das amerikanische Technologieunternehmen Uber für seine knapp 40.000 Mitarbeiter auch Slack verwenden wird. Der Aktienkurs von Slack stieg nach der Ankündigung um 4 Prozent.
Am 1. Dezember 2020 gab Salesforce.com die geplante Übernahme von Slack für 27,7 Milliarden US-Dollar bekannt. Der offizielle Blog von Slack verkündete zum 21. Juli 2021, dass der Verkauf an Salesforce abgeschlossen wurde.

## Organisatorische Beschreibung
Slack ist als kollaborative Software konzipiert und entspricht damit der Definition von Groupware. Die Kernfunktionen sind wie ein Chatprogramm organisiert: Diskussionen werden in offene und geschlossene Kanäle (Channels) gegliedert oder über private und Gruppennachrichten direkt zwischen den Mitgliedern einer Arbeitsgruppe (Workspace) geführt. Dies führt zu starken, teilweise unübersichtlichen Verzweigungen im Diskussionsverlauf.
Innerhalb der Kanäle können Threads genutzt werden, um unübersichtliche Verzweigungen im Diskussionsverlauf abzuschwächen. Beiträge können mit Reaktionen in Form von vorgegebenen und frei konfigurierbaren Emojis gekennzeichnet werden, um ein Stimmungsbild einzuholen. Verschiedene Workspaces können über geteilte Kanäle verbunden werden, um die Zusammenarbeit mehrerer Arbeitsgruppen oder den Kontakt mit Kunden zu verfeinern.
Eine lückenlose Diskussionsverfolgung ist nur möglich, wenn der Anwender entweder in ständiger Bereitschaft jede Statusänderung liest oder aber – zum frei gewählten Zeitpunkt – sämtliche Diskussionsverflechtungen kontrolliert und wiederholt durchliest. Eine übersichtliche Anzeige aller Änderungen zwischen zwei frei gewählten Zeitpunkten ist nicht möglich. Ebenso fehlen andere elementare Verwaltungswerkzeuge, wie man sie von anderen Kollaborationswerkzeugen kennt – Versionierung, Rechteverwaltung, Aktivitätsstatus u. v. m.
Slack ist auf die Darstellung von Fließtext optimiert. Es bestehen begrenzte Möglichkeiten für die Schriftauszeichnung; diese umfassen Fettdruck, Kursivschrift, das Durchstreichen von Text, Zitate, Code-Auszeichnung und Listen.
Informationsquellen außerhalb Slacks werden als kleines Symbol oder Link dargestellt, bei einigen Diensten wie externen Videos oder Beiträgen in sozialen Netzwerken wird eine Vorschau generiert. Eine native Einbindung ist nicht möglich. Die Suchfunktion ist selektiv eingestellt und sucht nur innerhalb der Chattexte – angemeldete Personen können über die Suche nicht gefunden werden.
Personen können Benachrichtigungen pausieren, sie werden dann über Neuigkeiten nicht mehr aktiv informiert und werden für andere Nutzer mit Bitte nicht stören gekennzeichnet. Sendet man eine private Nachricht an eine Person, die Benachrichtigungen pausiert hat, wird man auf die Pausierung hingewiesen und kann für dringende Fälle entscheiden, dennoch eine Benachrichtigung zu veranlassen.
Eine Abmeldung ist theoretisch möglich, wird aber vom System nicht registriert. Personen, die an eine abgemeldeten Person Nachrichten schicken, erhalten also keinerlei Statusmeldung über die Abmeldung.
Bis zur erfolgreichen Anmeldung kann der Nutzer die Tracking- und Analysetools von Slack nicht deaktivieren, mit deren Hilfe Slack personengebundene Daten erhebt und an Dritte weiterleitet.

Danach könnte er ohne diese Tools weiterarbeiten. Allerdings beschränken sich die Basisfunktionen von Slack auf die Angebote eines Messengerdienstes. Erst durch die Einbindung mehrerer externer Dienste kann Slack in der beabsichtigten Form (als kollaboratives Werkzeug) benutzt werden. Die Einbindung dieser externen Dienste benötigt die Zustimmung des Nutzers zur Analyse und zum Tracking durch die externen Dienste.
Da die meisten kollaborativen Leistungen von Slack nicht ohne diese Zustimmung genutzt werden können, kann der Nutzer von Slack nur zwischen einer deutlichen Einschränkung oder der Zustimmung zu Tracking- und Analysetools wählen.

## Ausfälle
Slack ist ausschließlich als Clouddienst erhältlich. Nutzer können den Dienst nicht selbst betreiben, sondern lediglich als fertige Software mieten, die vom Hersteller betrieben wird. Dadurch kann es zu Ausfällen kommen, auf die der Kunde keinen Einfluss hat.
Ein Auszug der bekannten Ausfälle:
- Aufgrund eines fehlerhaft konfigurierten DNS war Slack am 30. September 2021 nicht erreichbar.[27]
- Die Slack-Seite wurde am 22. Februar 2023 bei einigen Nutzern nicht geladen, wodurch die Plattform nicht genutzt werden konnte.[28]
- Eine Reihe verschiedener Funktionen fielen am 9. März 2023 aus.[29]
- Am 27. Juli 2023 kam es zu einem Ausfall, wodurch Chatnachrichten nicht gesendet werden konnten.[30]